# Graziano Salvietti
Graziano Salvietti, né le 25 juin 1956 à Figline Valdarno (Toscane), est un coureur cycliste italien, professionnel de 1979 à 1986. Son fils Niccolò (1993) a également été coureur professionnel. 

## Palmarès
- 1976
  - Gran Premio La Torre
  - Circuit Valle del Liri
  - Giro delle Colline Chiantigiane
- 1977
  - Grand Prix de la ville d'Empoli
  - Coppa Caduti Sant'Alluccio
- 1978
  - 3e de la Coppa 29 Martiri di Figline di Prato
- 1979
  - 2e de la Coppa Sabatini

## Résultats sur les grands tours

### Tour de France
1 participation
- 1986 : abandon (13e étape)

### Tour d'Italie
3 participations
- 1980 : 63e
- 1983 : 117e
- 1984 : 79e